# Cara Speller
Cara Speller ist eine britische Film- und Fernsehfilmproduzentin.

## Karriere
Spellers Karriere im Filmgeschäft begann im Jahr 2001, als sie als Produzentin für den Kurzfilm über Robbie Williams verantwortlich war. Es folgten Zusammenarbeiten mit der Band Gorillaz, die sie in Musikvideos oder auch bei deren Bühnenauftritten und dessen Aufnahmen als Executive Producer bzw. als Produzentin betreute.
Zu ihren bekannteste Mitwirkungen zählen die animierten Kurzfilme Pear Cider and Cigarettes sowie Pearl. Beide Filme wurden bei der Oscarverleihung 2017 in der Kategorie Bester animierter Kurzfilm nominiert. Da sie bei Pearl als Executive Producer verantwortlich war, ging die Nominierung nur an Patrick Osborne. Für ihre Mitarbeit an Pear Cider and Cigarettes erhielt Speller mit Regisseur Robert Valley bei der gleichen Zeremonie eine Oscar-Nominierung. Die Auszeichnung erhielten jedoch Alan Barillaro und Marc Sondheimer für ihren Beitrag Piper.

## Filmografie
- 2005: MTV Europe Music Awards 2005
- 2006: Gorillaz: Phase Two – Slowboat to Hades
- 2006: Gorillaz: Live in Manchester
- 2006: The 48th Annual Grammy Awards
- 2008: Phoo Action (Fernsehfilm)
- 2008: Bananaz (Dokumentarfilm)
- 2010: MTV World Stage: Gorillaz (Fernsehfilm)
- 2010: Gorillaz Featuring Mos Def and Bobby Womack: Stylo (Kurzfilm)
- 2011: Reindeer (Dokumentarkurzfilm)
- 2013: Rollin’ Christmas (Kurzfilm)
- 2016: Pear Cider and Cigarettes (Kurzfilm)
- 2016: Pearl (Kurzfilm)
- 2017: Rocket & Groot (Fernsehserie, 12 Episoden)
- 2017: Ant-Man (Fernsehserie, 6 Episoden)
- 2022: Der Junge, der Maulwurf, der Fuchs und das Pferd (The Boy, the Mole, the Fox and the Horse, Kurzfilm)

## Nominierungen
| Preis          | Datum der Preisverleihung | Kategorie                                    | Arbeit                         | Empfänger                                                                                             | Ergebnis  |
| -------------- | ------------------------- | -------------------------------------------- | ------------------------------ | --- | --------- |
| Academy Awards | 26. Februar 2017          | Best Animated Short Film                     | Robert Valley und Cara Speller | Pear Cider and Cigarettes                                                                             | Nominiert |
| Grammy Awards  | 8. Februar 2006           | Grammy Award for Best Short Form Music Video | Feel Good Inc.                 | geteilt mit: Gorillaz Peter Candeland (Regisseur) Jamie Hewlett                                       | Nominiert |
| Grammy Awards  | 11. Februar 2007          | Grammy Award for Best Long Form Music Video  | Demon Days: Live in Manchester | Geteilt mit: Gorillaz David Barnard                                                                   | Nominiert |
| Grammy Awards  | 13. Februar 2011          | Grammy Award for Best Short Form Music Video | Stylo                          | geteilt mit: Gorillaz Yasiin Bey (als Mos Def) Bobby Womack Peter Candeland (Regisseur) Jamie Hewlett | Nominiert |